# Ctenoplectron agile
Ctenoplectron agile là một loài bọ cánh cứng trong họ Tetratomidae. Loài này được Champion mô tả khoa học năm 1895.